# كلورات الكالسيوم
 كلورات الكالسيوم  مركب كيميائي له الصيغة Ca(ClO3)2، ويكون على شكل مسحوق أبيض.

## الخواص
- يتميز كلورات الكالسيوم بخواصه المؤكسدة القوية.
- ينحل كلورات الكالسيوم في الماء، كما ينحل في الكحول.
- يوجد من كلورات الكالسيوم شكل هيدرات ثنائية Ca(ClO3)2.2H2O، وهي تتسيل عند التماس مع الهواء، وبنيتها البلورية تتبع النظام البلوري أحادي الميل.

## الاستخدامات
يستخدم كلورات الكالسيوم في مجال الألعاب النارية، وفي مجال التصوير الضوئي.

## السلامة
نظرا لخواصه المؤكسدة القوية يعد كلورات الكالسيوم من المواد الخطرة التي ينبغي الحذر عند نقلها.